# Le Meilleur Ami de l'homme
Le Meilleur Ami de l'homme est un roman graphique écrit par Didier Tronchet, dessiné par Nicoby et mis en couleurs par Philippe Ory, publié en 2017 aux éditions Dupuis dans la collection Aire libre.

## Synopsis
Vincent Renard est un proctologue renommé. Ses nombreuses infidélités ont causé la ruine de son mariage et il est au bord du divorce. Son épouse et lui donnent encore le change pour épargner leur fille Mathilde et Vincent doit démontrer ses qualités de père pour pouvoir espérer la garde de celle-ci. Après un match de football, il rencontre Kévin Delafosse, un ancien camarade avec lequel il jouait au football autrefois. Vincent tente tout d'abord de se débarrasser de cet ami lourd en envahissant, mais cette rencontre fait remonter des souvenirs, notamment ceux de ses amours avec Cécile, la fille de l'entraîneur, qui a disparu du jour au lendemain sans lui donner d’explications. Il s'avère que Kévin sait quelque chose à ce sujet et Vincent n'a d'autre choix que d'accepter que Kévin s'introduise dans sa vie et squatte son canapé afin de tenter de comprendre ce qui s'est passé, ce qui n'est pas simple vu que Kévin est un menteur pathologique. 

## Historique
Après plusieurs récits autobiographiques de voyages, Didier Tronchet revient à la fiction. Le récit était au départ un scénario de film, qui n'a pas abouti. Tronchet délaisse le dessin pour le confier à Nicoby, qu'il avait rencontré dans le cadre du festival de bandes dessinées Quai des Bulles de Saint-Malo.
Pour Didier Tronchet, « dessiner est un peu une souffrance (...), ce n'était pas une vraie vocation » alors que chez Nicoby, « la première scène qu'il dessine est la bonne, sans gras, sans décor inutile. ».
Selon Nicoby, Didier Tronchet lui a expliqué qu’il y avait une spontanéité dans son trait qui manquait à son propre dessin et que comme il n'arrivait pas se représenter graphiquement les personnages : « Tronchet m’a donné des exemples d’acteurs : Vincent Macaigne pour le rôle de Kevin, Jean Dujardin pour celui de Vincent, un type jovial qui garde le contrôle en toutes circonstances. Ça m’a fait tilt. J’étais peut-être un peu trop dans le réalisme, pas assez dans la comédie. Une fois le bon tempo trouvé, j’ai déroulé. ».

## Accueil
L'album a été très bien accueilli.
- Pour Jonathan Bara, de Planète BD, « l’auteur nous présente au départ une histoire assez banale, mais la présence de l’ancien coéquipier de foot, balourd et envahissant, au milieu de tout ça, offre finalement beaucoup d’humour et de situations amusantes. Pour illustrer cette aventure caustique, Tronchet a fait appel à Nicoby. Le dessinateur met en images cette histoire avec un trait moderne et une forte influence du style « gros nez », cher à l’humour franco-belge. Le tout avec une forte efficacité, et complété par la colorisation irréprochable de Philippe Ory. Une histoire originale et très drôle ! »[3].
- Pour Sbuoro, de Sceneario, « les deux personnages principaux forment un tandem qui fait des étincelles. De nombreux rôles secondaires hauts en couleur viennent compléter le tableau (…) Sur un scénario de Tronchet, expert en histoires "de la vie de tous les jours mais quand même carrément pas banales", et avec Nicoby au dessin, Le meilleur ami de l'homme est une fiction récréative et qui fait rire... parce que c'est aux autres que ça arrive ! »[4].
- Pour Le Télégramme, « avec la verve de Tronchet et le dessin jubilatoire de Nicoby, c’est une véritable satire caustique et savoureuse des relations sociales de notre mode de vie contemporain. Un vrai petit bonheur. »[5].
- Pour Éric Adam, de dBD, « dans un ton moins trash que les albums d'humour qu'il dessine lui-même, Didier Tronchet fait néanmoins encore une fois des merveilles : situations improbables, dialogues au petits oignons et crobards sur le vif de la société moderne sont impeccablement servis par le dessin souple et léger de Nicoby. »[6]

## Publication
- Édition originale : 135 planches, soit 144 pages, format 258 × 196 mm, Dupuis Coll. Aire libre, 2017 (DL 09/2017)  (ISBN 9782800171616)[7],[8]
- Tirage de tête : couverture différente, avec jaquette, numéroté de 1 à 777 exemplaires, avec un dessin inédit, signé et imprimé sur du Rives Shetland blanc naturel 250 g., Dupuis 2017 (DL 09/2017)  (ISBN 978-2-8001-7162-3)[8]